# Alfred Menhart
Alfred Menhart, eigentlich Mehlhart, (* 24. Februar 1899 in München; † 19. Oktober 1955 ebenda) war ein deutscher Schauspieler.

## Leben
Alfred Menhart, dessen Geburtsname Mehlhart lautete, wurde als Sohn des Postsekretärs Alfred Mehlhart und dessen Ehefrau Maria Bräu geboren. Er besuchte das Gymnasium und erhielt Schauspielunterricht bei Carl Graumann.
Menhart begann seine Bühnenlaufbahn nach dem Ersten Weltkrieg. In der Spielzeit 1919/20 war er am Stadttheater Ingolstadt engagiert. Ab der Spielzeit 1921/22 war er als Theaterschauspieler an den Bayerischen Staatstheatern in München verpflichtet. Er war Mitglied der „Bayerischen Landesbühne München“. 1931 gastierte er bei den Luisenburg-Festspielen als Knecht Gottschalk in Das Käthchen von Heilbronn. 1932 gastierte er mit dem Ensemble der Bayerischen Landesbühne als Grillhofer in Der G’wissenswurm bei den Luisenburg-Festspielen. Ab 1935 war er langjähriges Ensemblemitglied am „Schauspielhaus München“ [= Münchner Kammerspiele]. In der Spielzeit 1935/36 spielte er an der Seite von Carl Wery, Theodor Danegger und Richard Häussler eine der Hauptrollen in dem Lustspiel Musikantenkomödie von Gottfried Kölwel. Meist wurde Menhart, der eigentlich „Dialektschauspieler“ war, jedoch in Chargenrollen eingesetzt, u. a. als karthagischer Eunuch in Hannibal (Spielzeit 1939/40) und als russischer Leibeigener in dem Schauspiel Der Thron zwischen Erdteilen (Spielzeit 1941/42) von Hanns Gobsch. 1944 spielte er an den Münchner Kammerspielen neben Friedrich Domin, Maria Nicklisch und Bum Krüger „höchst einprägsam“ den Baron Schalden in der Gesellschaftskomödie Lebensmut zu hohen Preisen von Axel von Ambesser. Nach dem Zweiten Weltkrieg wurde er zur Spielzeit 1945/46 von Erich Engel erneut an die Münchner Kammerspiele verpflichtet, denen er auch ab 1947 unter der Intendanz von Hans Schweikart weiterhin angehörte.
Ab 1951 trat er am Bayerischen Staatsschauspiel auf, häufig in Rollen von Bediensteten (Kanzleidiener, Kutscher). In der Spielzeit 1950/51 spielte er den Metzger in dem Volksstück Die Pfingstorgel (Premiere: August 1951) von Alois Johannes Lippl. In der Spielzeit 1951/52 trat er am Bayerischen Staatsschauspiel im Oktober 1951 als Schreiber in der Erstaufführung des Theaterstücks Santa Cruz von Max Frisch auf. Weitere Rollen hatte er am Bayerischen Staatsschauspiel als Kutscher in Die begnadete Angst von Georges Bernanos (Premiere: November 1951), als Diener Battista in Emilia Galotti (Premiere: Dezember 1951) und als Bürger in Julius Caesar (Premiere: März 1955). Er war dort auch in humoristischen Rollen zu sehen, unter anderem in Stücken von Johann Nestroy, so als „Der Argwohn“ in dessen Zauberspiel Der confuse Zauberer (Premiere: April 1954).
Im Dezember 1953 wirkte er am Theater Die Kleine Freiheit in München in der Rolle des Süpplein in der Uraufführung des Theaterstücks Squirrel oder Der Ernst des Lebens von Ernst Penzoldt mit; seine Partnerinnen waren unter anderem Melanie Horeschovsky (Fräulein Süpplein) und Helen Vita in der Titelrolle. Menhart trat auch am Volkstheater München auf. Zuletzt arbeitete er als freischaffender Schauspieler.
Menhart spielte in den 1950er Jahren einige Nebenrollen in deutschen Kinofilmen, wobei er in verschiedenen Filmgenres tätig war, unter anderem in Heimatfilmen, Kriminalfilmen und Filmkomödien.
Als seinen ersten Filmauftritt führt die Filmdatenbank IMDb das Kriminaldrama Das letzte Rezept aus dem Jahr 1952, wo er unter der Regie von Rolf Hansen zu sehen war. In der Filmkomödie Der fröhliche Weinberg (1952), einer Verfilmung des gleichnamigen Theaterstücks Der fröhliche Weinberg von Carl Zuckmayer, übernahm er die Rolle des Standesbeamten Kurrle. In dem Heimatfilm Die große Schuld (1953) verkörperte er, an der Seite von Paula Braend, die Rolle des Stanglbauern. In dem Märchenfilm Die goldene Gans (1953) war er unter der Regie von Walter Oehmichen in der kleinen Rolle des Arztes zu sehen. Der Regisseur Harald Braun besetzte Menhardt in seinem 1954 uraufgeführten Filmdrama Der letzte Sommer in der kleinen Rolle des Lagerverwalters.
Menhart arbeitete auch als Hörspielsprecher. So wirkte er 1949 beim Bayerischen Rundfunk in einer Hörspielfassung von Bertolt Brechts Theaterstück Das Verhör des Lukullus mit. 1952 gehörte er, unter anderem neben Elise Aulinger, ebenfalls beim Bayerischen Rundfunk zur Besetzung der Hörspielfassung des Romans Die Rumplhanni. 1954 sprach er, wiederum beim Bayerischen Rundfunk, den Polizeiinspektor in einer Hörspielfassung der Novelle Pole Poppenspäler.

## Filmografie
- 1951: Das letzte Rezept (alternativer Titel: Morphium)
- 1952: Der fröhliche Weinberg
- 1952: Die große Versuchung
- 1953: Arlette erobert Paris
- 1953: Die Mühle im Schwarzwäldertal
- 1953: Die große Schuld
- 1953: Dein Herz ist meine Heimat
- 1953: Die goldene Gans
- 1954: Der letzte Sommer
- 1954: Hoheit lassen bitten
- 1955: Der Major und die Stiere